# 프란츠 요나스
프란츠 요제프 요나스(Franz Josef Jonas, 1899년 10월 4일~1974년 4월 24일)는 오스트리아의 정치인이다. 1965년에서 1974년까지 오스트리아의 대통령으로 재임했었다.
직업은 식자공이었으며 오스트리아 사회민주당의 당원이었다. 제2차 세계대전 후 빈의 공동 정치에 개입했으며 1951년부터 1965년까지 빈의 시장이었다. 1965년부터 연방 대통령이었으며 1971년에 다시 선출되었다.
열렬한 에스페란토 지지자였으며, 1923년부터 시작하여 장시간 에스페란토어의 교사로 재직했었다. 전하는 바에 의하면, 완벽한 에스페란토어로 빈에서 열렸던 1970년의 세계 에스페란토대회에서 연설했었다.
1974년 재직중 죽었다. 1966년에 칼라붙이 왕립 노르웨이 성올라프 훈장 대십자가를 수상했다.

## 역대 선거 결과
| 선거명      | 직책명              | 대수 | 정당                  | 득표율 | 득표수      | 결과 | 당락 |
| ----------- | ------------------- | ---- | --------------------- | ------ | ----------- | ---- | ---- |
| 1965년 선거 | 오스트리아의 대통령 | 7대  | 오스트리아 사회민주당 | 50.69% | 2,324,436표 | 1위  |      |
| 1971년 선거 | 오스트리아의 대통령 | 7대  | 오스트리아 사회민주당 | 52.80% | 2,487,239표 | 1위  |      |